# 円光寺 (京都市東山区)
円光寺（えんこうじ）は、京都府京都市東山区にある浄土真宗本願寺派の寺院。山号は遍照山。本尊は阿弥陀如来。

## 由緒
1603年（慶長8年）創建。

## 任有の席
境内には茶道裏千家11世玄々斎精中の茶室（任有の席）が移築されている。

## 周辺
- 大将軍神社